# Беспалов, Владимир Александрович
Влади́мир Алекса́ндрович Беспа́лов (род. 1 октября 1958 года в Луганской области) — российский управленец в области науки и инноваций, доктор технических наук, профессор, генеральный директор Российского научного фонда (с 2024 года). Член-корреспондент РАН с 2022 года.

## Биография
Выпускник физико-технического факультета МИЭТ 1981 года и Московского государственного университета экономики, статистики и информатики 1997 года.
В 1981—1992 годах (последовательно) — инженер, научный сотрудник, начальник лаборатории в НИИ физических проблем им. Ф. В. Лукина. В 1990 году защитил диссертацию «Система коллективной разработки программ на основе операционной маршрутизации технологических процессов» на соискание учёной степени кандидата физико-математических наук.
В 1992—1994 годах — заместитель генерального директора Зеленоградского научно-технологического парка («Зеленоградский нанотехнологический центр», ЗНТЦ) на базе МИЭТ.
В МИЭТ работает с 1994 года (последовательно): начальник лаборатории (1994—1998), проректор по финансовой и инновационной деятельности (1998—2008), проректор по научной и инновационной деятельности (2008—2009), первый проректор (2009—2016), ректор (2016—2024), научный руководитель (2024—н.в.). Доктор технических наук (2004, диссертация «Исследование и разработка ИК-фотоприемных и СВЧ интегральных микросхем на основе арсенида галлия»). Член-корреспондент РАН со 2 июня 2022 года по Отделению нанотехнологий и информационных технологий (вычислительные, локационные, телекоммуникационные системы и элементная база).
С апреля 2024 года — генеральный директор Российского научного фонда.
Член Совета по науке и образованию при Президенте России.

## Награды и премии
Кавалер Ордена Дружбы и Ордена Почёта (2024). Лауреат премии Президента Российской Федерации в области образования (за 2003 год).

## Гражданская позиция
6 марта 2022 года после вторжения России на Украину подписал письмо в поддержу российской агрессии. С 9 июня 2022 года находится под персональными санкциями Украины за поддержку войны. Также был внесён ФБК в список коррупционеров и разжигателей войны за поддержку нападения на Украину, 16 марта 2022 года форумом свободной России внесён в санкционный «Список Путина» с предложением введения против него международных санкций.